# Hormius elegans
Hormius elegans är en stekelart som beskrevs av Szepligeti 1914. Hormius elegans ingår i släktet Hormius och familjen bracksteklar. Inga underarter finns listade i Catalogue of Life.